# Forma en arco
Una forma en arco es una estructura musical basada en la repetición, en orden inverso, de todas, o casi todas las secciones musicales para formar una forma general simétrica (la mayoría de las veces alrededor de una sección central). Las secciones no tienen porqué repetirse necesariamente de forma exacta, siempre que se repita la mayor parte del material temático. La forma en arco más simple, y por tanto, la más común, es A - B - C - B - A. Pierre Boulez la llamaba "forma en campana".

## Historia
Es, en cierto modo, la ampliación de la forma A - B - A, muy extendida desde la respuesta gregoriana y presente en el minueto y el trío. En ópera, Claudio Monteverdi organizaba la forma de los cinco actos de su Orfeo (1607) con esta simetría; el prólogo, también lo articulaba en cinco estrofas. En el tercer acto, el centro es simétrico a las seis estrofas del aria de Orfeo Possete spirto, situado en el corazón de la obra.
El Preludio a la siesta de un fauno de Claude Debussy puede corresponder a esta organización, entre el despertar y el adormecimiento del fauno.
Béla Bartók es reconocido como padre de la forma en arco y por su uso habitual en la mayoría de sus obras, especialmente en sus obras: Cuarteto de cuerdas n.º 4, Cuarteto de cuerdas n.º 5, Concierto para orquesta, Música para cuerdas, percusión y celesta, Concierto para piano n.º 2 y, en menor medida, Concierto para violín n.º 2.
Algunos músicos llegan incluso a utilizar un proceso retrógrado de A en la última parte, como en el caso de Guillaume de Machaut en el rondó Ma fin est mon commencement, o por ejemplo Alban Berg, en su Suite Lírica (1926), donde el scherzo anotado como Allegro misterioso se reintroduce en su forma retrógrada después del Trio estatico.
El Adagio para cuerdas de Samuel Barber y el Cuarteto de cuerdas n.° 8 en Do menor de Dimitri Shostakóvich también utilizan una forma en arco. Entre los compositores contemporáneos, se puede notar que Luigi Dallapiccola lo ha utilizado varias veces (Cinque canti, Ulisse o Commiato), así como Steve Reich, por ejemplo en Reich/Richter o Music for 18 Musicians.
Para el musicólogo Paul Wilson, esta forma se crea del interés a través de la interacción entre "memoria, variación y progresión". Aunque la forma parece estática y niega el progreso, los pares de movimientos crean un "proceso no direccional" con el centro, y la forma "engendra en realidad posibilidades expresivas específicas, que de otro modo no estarían disponibles para la obra en su conjunto".